# Kungariket Kakongo
Kungariket Kakongo var en historisk stat som låg längs atlantkusten i centrala Afrika i nuvarande Kongo-Brazzaville och Angola mellan 1400-talet och 1885. Det utgjorde ett viktigt politiskt och kommersiellt centrum från 1600-talet. Det var tidvis ett vasallrike under Kungariket Kongo. Det inkorporerades i Portugisiska Västafrika 1885.